# Bruille-Saint-Amand
Bruille-Saint-Amand és un municipi francès, situat a la regió dels Alts de França, al departament del Nord. L'any 2006 tenia 1.458 habitants. Limita al nord-oest amb Château-l'Abbaye, al nord amb Flines-lès-Mortagne, al nord-est amb Hergnies, a l'oest amb Nivelle, al sud-oest amb Saint-Amand-les-Eaux, al sud amb Raismes i al sud-est amb Odomez.

## Demografia
| 1962                                       | 1968  | 1975  | 1982  | 1990  | 1999  | 2006  |
| ------------------------------------------ | ----- | ----- | ----- | ----- | ----- | ----- |
| 1.403                                      | 1.442 | 1.381 | 1.391 | 1.473 | 1.470 | 1.458 |
| Des de 1962: població sense dobles comptes |       |       |       |       |       |       |

## Administració
| Període | Identitat      | Partit |
| ------- | -------------- | ------ |
| 2001-   | André Bonnaire | PCF    |